# ماركو بلينلي
ماركو بلينلي (بالإيطالية: Marco Belinelli)‏ مواليد 25 مارس 1986، هو لاعب كرة سلة إيطالي يلعب مع فريق سان أنطونيو سبرز في الرابطة الوطنية لكرة السلة ويحمل الرقم 3. يبلغ طوله 6 قدم 5 بوصة (2.0 م).

## فرق لعب لها
- غولدن ستايت ووريورز
- تورونتو رابتورز
- نيو أورلينز بيليكانز
- شيكاغو بولز
- سان أنطونيو سبرز

## روابط خارجية
- ماركو بلينلي على موقع الاتحاد الدولي لكرة السلة (الإنجليزية)
- ماركو بلينلي على موقع الدوري الأوروبي لكرة السلة (الإنجليزية)
- ماركو بلينلي على موقع إن بي أي (الإنجليزية)
- ماركو بلينلي على موقع سبورتس رفرنس (الإنجليزية)
- ماركو بلينلي على موقع كرة السلة الأوروبية.كوم (الإنجليزية)
- ماركو بلينلي على موقع DraftExpress.com (الإنجليزية)
- ماركو بلينلي على موقع إي إس بي إن.كوم (الإنجليزية)
- ماركو بلينلي على موقع ريلجم (الإنجليزية)
- ماركو بلينلي على موقع بروبوليرز (الإنجليزية)
- ماركو بلينلي على موقع سبورتس رفرنس (الإنجليزية)